# Colepia cultripes
Colepia cultripes är en tvåvingeart som beskrevs av Daniels 1987. Colepia cultripes ingår i släktet Colepia och familjen rovflugor. Inga underarter finns listade i Catalogue of Life.